# Adhemarius tigrina
Adhemarius tigrina là một loài bướm đêm thuộc họ Sphingidae. Nó được tìm thấy ở Peru to Venezuela. Nó cũng được ghi nhận ở Bolivia. Phân loài coronata được tìm thấy ở Colombia.
Chiều dài cánh trước là 57–63 mm. Bướm bay từ tháng 3 đến tháng 7 và một lần nữa vào tháng 10.
Ấu trùng của tigrina có thể ăn Ocotea veraguensis, Ocotea atirrensis, Ocotea sarah và Ocotea dendrodaphne. Ấu trùng của coronata có thể ăn Ocotea veraguensis, Ocotea atirrensis và Ocotea dendrodaphne.

## Phụ loài
- Adhemarius tigrina tigrina (Peru to Venezuela và Bolivia)
- Adhemarius tigrina coronata (Colombia)